# Eurysticta coolawanyah
Eurysticta coolawanyah – gatunek ważki z rodziny Isostictidae.